# Vix (Côte-d’Or)
Vix település Franciaországban, Côte-d’Or megyében. Lakosainak száma 96 fő (2022. január 1.). Vix Villers-Patras, Étrochey, Montliot-et-Courcelles, Obtrée, Pothières és Vannaire községekkel határos.

## Népesség
A település népessége az elmúlt években az alábbi módon változott:
| Lakosok száma | 85   | 81   | 95   | 110  | 110  | 109  | 107  | 102  | 100  | 96   |
|               | 1968 | 1982 | 1990 | 2006 | 2013 | 2015 | 2017 | 2019 | 2020 | 2022 |